# Stella LeSaint
Stella LeSaint, née Razeto (17 décembre 1881 (San Diego - Californie) – 21 septembre 1948 (Malibu - Californie) est une actrice du cinéma muet américain. 

## Biographie
Stella Razeto commence sur scène avec la troupe de Florence Roberts à San Francisco. Elle se tourne vers le vaudeville à New York et créé la troupe « Stella Razeto and Company ». Des problèmes de santé l'amènent à quitter la scène puis elle rejoint la « Majestic Company » où elle joue avec Mabel Trunnelle et Herbert Prior pendant plusieurs mois. Elle est engagée par la Selig Polyscope Company où elle rencontre et travaille avec son futur mari, Edward LeSaint. Elle partage l'affiche avec William Garwood dans Lord John in New York.
Elle épouse Edward LeSaint le 25 décembre 1913 et reste avec lui jusqu'à sa mort le 10 septembre 1940.

## Filmographie partielle
Film réalisés par Edward LeSaint, sauf mention contraire
- 1914 : Ye Vengeful Vagabonds
- 1914 : Memories
- 1914 : His Father's Rifle
- 1915 : Poetic Justice of Omar Khan
- 1915 : The Circular Staircase
- 1915 : Lord John's Journal
- 1915 : Lord John in New York
- 1916 : The Grey Sisterhood
- 1916 : Three Fingered Jenny
- 1916 : The League of the Future
- 1916 : The Three Godfathers
- 1916 : The Jackals of a Great City
- 1917 : Out of the Wreck, de William Desmond Taylor

## Source de la traduction
- (en) Cet article est partiellement ou en totalité issu de l’article de Wikipédia en anglais intitulé « Stella LeSaint » (voir la liste des auteurs).